# Ляйб, Гюнтер
Гюнтер Ляйб (нем. Günther Leib; 12 апреля 1927, Гота — 3 марта 2024, Дрезден) — немецкий оперный певец (бас-баритон).
Начал своё музыкальное образование в 1934 году как скрипач, после вынужденного перерыва в годы Второй мировой войны продолжил его и, окончив консерваторию в Эрфурте, с 1949 года играл на скрипке в одном из оркестров Тюрингии, одновременно занимаясь вокалом в Веймарской консерватории. В 1952 году дебютировал в партии Бартоло («Севильский цирюльник» Россини) на оперной сцене города Кётен. Затем пел на сценах Майнингена, Нордхаузена, Галле, с 1957 года — солист Дрезденской оперы, с 1961 года — Берлинской государственной оперы. В 1976 году выступил на сцене Метрополитен-опера в партии Бекмессера («Нюрнбергские мейстерзингеры» Вагнера), гастролировал также в Большом театре, на сценах Парижа, Праги, Будапешта и Софии, на Зальцбургском фестивале. В 1964—1976 годах — профессор Дрезденской Высшей школы музыки, затем преподавал в Берлине. Лауреат Премии Роберта Шумана (1971).
Умер 3 марта 2024 года в Дрездене возрасте 96 лет.